# Blue Ridge (Georgia)
Blue Ridge – miasto w Stanach Zjednoczonych, w stanie Georgia, siedziba administracyjna hrabstwa Fannin.